# سرپاور شلاقی
سرپاوران شلاقی (به لاتین: Mastigoteuthidae)، خانواده‌ای از سرپاورهای کوچک ژرف‌زی در دریاها هستند. در حدود ۲۰ گونه از آن‌ها در قالب دو سرده شناخته شده‌است.